# ヒシマサル (1989年生)
ヒシマサル（欧字名:Hishi Masaru、1989年2月20日 - 2018年3月6日）は、日本の競走馬、種牡馬。主な勝ち鞍に1992年のきさらぎ賞、毎日杯、京都4歳特別。
なお、1955年生まれで安田記念を制した同名の競走馬がいるため、血統表などでは「ヒシマサル II」と表記されることがある。なお、1955年生まれの競走馬の馬主は阿部雅一郎の父の阿部雅信である。本来、重賞を勝ち、さらに繁殖にあがった競走馬と同じ名前をつけることは許されないが、馬主の阿部雅一郎は血統登録を生産国のアメリカで行ったうえで日本に輸入したことでこれを回避した。

## デビューまで
阿部雅信・雅一郎父子は、父子二代の馬主として活躍したが、雅一郎に代替わりしてから、父から引き継いだ血統の牝馬の仔が走らなくなり、ヒシスピードも種牡馬としては不振で、競馬場に出て来られる産駒すらあまりいないという状態であった。このため、外国産馬などの新しい血や新しい人脈を求めて再起を図るなか、雅一郎は先代から付き合いの深い新冠町の武田農場の代表である武田正光との縁で知り合った関西の調教師である佐山優を連れ3人で1991年春のバレッツセールを訪れた。そこで雅一郎は公開調教での動きに惚れたというセクレタリアト産駒の3歳馬を購入。その値段はおよそ32万5000ドルで、雅一郎はこの馬に父にとって最も思い出深かったという馬名で、また本馬を預託することになる佐山優（まさる）の名にも通じる「ヒシマサル」の名を与えた。
佐山は本馬を落札した理由について、「顔に気品が感じられ、そして馬格も申し分なかった」と振り返っている。佐山は帰国後に栗東トレーニングセンターで武豊と会った際、「いい外車が入るんや。デビューしたら、豊君、頼むで」と、新馬戦での騎乗を依頼した。

## 競走馬時代
1991年11月9日、京都競馬場での新馬戦でデビュー。しかし、武が前週の天皇賞（秋）（第104回天皇賞）で斜行したことにより当週から騎乗停止処分を受けていたため、代役として角田晃一が騎乗して4着に敗れる。中1週で臨んだ11月24日の新馬戦では田島信行とのコンビで、2着のエイシンテネシーに8馬身差をつける勝利。続く中京3歳ステークスでは角田晃一の騎乗で3着。
明けて1992年春、4歳となったヒシマサルは、500万下条件戦の寒梅賞に出走。初めて武が鞍上を務め、直線で10頭以上の他馬を抜きさって勝利した。武は調教で初めて本馬に跨ったときの印象について、「えっ、こんな馬がいたのか、と強烈な印象を受けました。たまらない乗り味でした。言葉では表現しにくいんですけど、乗っていて性能の良さが伝わってくるんです。スポーツカーを走らせて、グングン回るエンジンを操る感じかな」と振り返っており、調教で乗った感触からもっとすごい勝ち方をするのではないかと思った、と述べている。そこから先は初勝利を飾った田島信行とのコンビできさらぎ賞、毎日杯、京都4歳特別とGIIIレースを3連勝。当時外国産馬にクラシック競走への出走が認められていなかったため、別路線を走り続けた。同年の皐月賞・東京優駿（日本ダービー）はミホノブルボンが逃げ切り勝ちを続けており、ヒシマサルは差し、追い込みの脚質と対照的な勝ち方をしていたため、その後の対決が期待されていた。
しかし郷原洋行に乗り替わったニュージーランドトロフィー4歳ステークスでは1番人気に推されたもののシンコウラブリイの2着。その後、武豊に乗り替わったが京都大賞典、ドンカスターステークスと連続して2着。これらのレースの優勝馬はオースミロッチやレガシーワールドだったため、決して弱い相手ではなかったもの勝ちには恵まれなかった。その後、ジャパンカップでは5着で辛うじて掲示板を確保するものの、有馬記念は9着に敗れた。
5歳となった1993年は屈腱炎のためほぼ休養にあてられ、11月28日のトパーズステークスで復帰するが13着に大敗し、それを最後に現役を引退した。

## 競走成績
以下の内容は、netkeiba.comおよびJBISサーチに基づく。
| 競走日     | 競馬場 | 競走名              | 格   | 距離（馬場）  | 頭 数 | 枠 番 | 馬 番 | オッズ （人気） | 着順  | タイム （上り3F） | 着差 | 騎手     | 斤量   | 1着馬（2着馬）         |
| ---------- | ------ | ------------------- | ---- | ------------- | ----- | ----- | ----- | --------------- | ----- | ----------------- | ---- | -------- | ------ | ---------------------- |
| 1991.11.09 | 京都   | 3歳新馬             |      | 芝1800m（良） | 8     | 2     | 2     | 003.00（2人）   | 04着  | 01:51.3（37.0）   | -1.0 | 角田晃一 | 53kg   | サークルワンダー       |
| 0000.11.24 | 京都   | 3歳新馬             |      | 芝1600m（良） | 12    | 6     | 7     | 003.80（2人）   | 01着  | 01:38.3（37.1）   | -1.3 | 田島信行 | 54kg   | （エイシンテネシー）   |
| 0000.12.15 | 中京   | 中京3歳S            | OP   | 芝1800m（良） | 11    | 8     | 11    | 001.70（1人）   | 03着  | 01:50.2（36.1）   | -0.5 | 角田晃一 | 54kg   | マヤノペトリュース     |
| 1992.01.26 | 京都   | 寒梅賞              | 500  | ダ1400m（良） | 15    | 7     | 12    | 001.40（1人）   | 01着  | 01:25.7（36.9）   | -0.2 | 武豊     | 55kg   | （マヤノプロミネンス） |
| 0000.02.16 | 京都   | きさらぎ賞          | GIII | 芝1800m（良） | 12    | 8     | 11    | 003.40（2人）   | 01着  | 01:48.5（35.8）   | -0.3 | 田島信行 | 55kg   | （マヤノペトリュース） |
| 0000.03.29 | 阪神   | 毎日杯              | GIII | 芝2000m（重） | 12    | 5     | 5     | 001.50（1人）   | 01着  | 02:06.6（36.0）   | -0.2 | 田島信行 | 56kg   | （ホクセツギンガ）     |
| 0000.05.10 | 京都   | 毎日放送京都4歳特別 | GIII | 芝2000m（良） | 8     | 2     | 2     | 001.30（1人）   | 01着  | 02:04.2（37.2）   | -0.2 | 田島信行 | 58kg   | （ホクセツギンガ）     |
| 0000.06.07 | 東京   | NZT4歳S             | GII  | 芝1600m（良） | 10    | 7     | 7     | 001.70（1人）   | 02着  | 01:35.1（35.2）   | -0.2 | 郷原洋行 | 56kg   | シンコウラブリイ       |
| 0000.10.11 | 京都   | 京都大賞典          | GII  | 芝2400m（良） | 14    | 6     | 9     | 001.30（1人）   | 02着  | 02:24.8（35.0）   | -0.2 | 武豊     | 55kg   | オースミロッチ         |
| 0000.11.08 | 京都   | ドンカスターS       | OP   | 芝2400m（良） | 10    | 8     | 10    | 001.40（1人）   | 02着  | 02:24.9（36.0）   | -0.1 | 武豊     | 57.5kg | レガシーワールド       |
| 0000.11.29 | 東京   | ジャパンC           | GI   | 芝2400m（重） | 14    | 8     | 13    | 014.40（8人）   | 05着  | 02:25.5（37.0）   | -0.9 | 武豊     | 55kg   | トウカイテイオー       |
| 0000.12.27 | 中山   | 有馬記念            | GI   | 芝2500m（良） | 16    | 7     | 14    | 006.90（3人）   | 09着  | 02:34.5（34.9）   | -1.0 | 武豊     | 55kg   | メジロパーマー         |
| 1993.11.28 | 京都   | トパーズS           | OP   | 芝2000m（良） | 15    | 6     | 11    | 006.50（3人）   | 013着 | 02:02.2（37.1）   | -1.4 | 田島信行 | 60kg   | トーワナゴン           |

## 引退後
引退後は種牡馬となったが、日本であまり成功していないボールドルーラー系の血統が不安視され、優秀な牝馬を集めることはできなかった。それを差し引いても産駒成績は期待外れの結果に終わり、重賞勝ちどころかオープン入りした産駒すら出していない。オーナーの強い意向により、ヒシアマゾンの繁殖初年度に種付けされたことが話題になった程度である。そのヒシアマゾンの仔（ヒシアンデス、1998年4月19日～2023年1月17日）は中央競馬で4戦して未勝利に終わっている。
2000年限りで種牡馬としても引退し、晩年は引退名馬けい養展示事業助成対象馬として、うらかわ優駿ビレッジAERUで繋養されていた。
2018年3月6日、老衰のために死亡した。

### おもな産駒
- カンセイグローバル（駿蹄賞〈名古屋重賞〉、ライデンリーダー記念）
- ユーワテイクワン（芙蓉ステークス3着）

## 血統表
| ヒシマサル (Hishi Masaru II)の血統（ボールドルーラー系 / Nearco4×4=12.50% Prince Rose4×5=9.38%） | ヒシマサル (Hishi Masaru II)の血統（ボールドルーラー系 / Nearco4×4=12.50% Prince Rose4×5=9.38%） | ヒシマサル (Hishi Masaru II)の血統（ボールドルーラー系 / Nearco4×4=12.50% Prince Rose4×5=9.38%） | （血統表の出典）          | （血統表の出典） |
| 父系                                                                                             | ボールドルーラー系                                                                               | ボールドルーラー系                                                                               | ボールドルーラー系        | [ § 2 ]          |
| 父 Secretariat 1970 栗毛                                                                         | 父の父Bold Ruler 1954 鹿毛                                                                       | Nasrullah                                                                                        | Nearco                    | Nearco           |
| 父 Secretariat 1970 栗毛                                                                         | 父の父Bold Ruler 1954 鹿毛                                                                       | Nasrullah                                                                                        | Mumtaz Begum              |                  |
| 父 Secretariat 1970 栗毛                                                                         | 父の父Bold Ruler 1954 鹿毛                                                                       | Miss Disco                                                                                       | Discovery                 | Discovery        |
| 父 Secretariat 1970 栗毛                                                                         | 父の父Bold Ruler 1954 鹿毛                                                                       | Miss Disco                                                                                       | Outdone                   |                  |
| 父 Secretariat 1970 栗毛                                                                         | 父の母Somethingroyal 1952 鹿毛                                                                   | Princequillo                                                                                     | Prince Rose               | Prince Rose      |
| 父 Secretariat 1970 栗毛                                                                         | 父の母Somethingroyal 1952 鹿毛                                                                   | Princequillo                                                                                     | Cosquilla                 |                  |
| 父 Secretariat 1970 栗毛                                                                         | 父の母Somethingroyal 1952 鹿毛                                                                   | Imperatrice                                                                                      | Caruso                    | Caruso           |
| 父 Secretariat 1970 栗毛                                                                         | 父の母Somethingroyal 1952 鹿毛                                                                   | Imperatrice                                                                                      | Cinquepace                |                  |
| 母 *クリームンクリムズン Cream'n Crimson 1980 鹿毛                                               | 母の父Vaguely Noble 1965 鹿毛                                                                    | *ヴィエナ Vienna                                                                                 | Aureole                   | Aureole          |
| 母 *クリームンクリムズン Cream'n Crimson 1980 鹿毛                                               | 母の父Vaguely Noble 1965 鹿毛                                                                    | *ヴィエナ Vienna                                                                                 | Turkish Blood             |                  |
| 母 *クリームンクリムズン Cream'n Crimson 1980 鹿毛                                               | 母の父Vaguely Noble 1965 鹿毛                                                                    | Noble Lassie                                                                                     | Nearco                    | Nearco           |
| 母 *クリームンクリムズン Cream'n Crimson 1980 鹿毛                                               | 母の父Vaguely Noble 1965 鹿毛                                                                    | Noble Lassie                                                                                     | Belle Sauvage             |                  |
| 母 *クリームンクリムズン Cream'n Crimson 1980 鹿毛                                               | 母の母Crimson Lass 1966 鹿毛                                                                     | Crimson Satan                                                                                    | Spy Song                  | Spy Song         |
| 母 *クリームンクリムズン Cream'n Crimson 1980 鹿毛                                               | 母の母Crimson Lass 1966 鹿毛                                                                     | Crimson Satan                                                                                    | Papila                    |                  |
| 母 *クリームンクリムズン Cream'n Crimson 1980 鹿毛                                               | 母の母Crimson Lass 1966 鹿毛                                                                     | Chibio Lass                                                                                      | Prince Bio                | Prince Bio       |
| 母 *クリームンクリムズン Cream'n Crimson 1980 鹿毛                                               | 母の母Crimson Lass 1966 鹿毛                                                                     | Chibio Lass                                                                                      | Chiberta F-No.5-b         |                  |
| 母系(F-No.)                                                                                      | 5号族(FN:5-b)                                                                                    | 5号族(FN:5-b)                                                                                    | 5号族(FN:5-b)             | [ § 3 ]          |
| 5代内の近親交配                                                                                  | Nearco4×4、Prince Rose4×5                                                                        | Nearco4×4、Prince Rose4×5                                                                        | Nearco4×4、Prince Rose4×5 | [ § 4 ]          |
| 出典                                                                                             | 1. 2. 3. 4.                                                                                      | 1. 2. 3. 4.                                                                                      | 1. 2. 3. 4.               | 1. 2. 3. 4.      |

姉キルマジはフランスで走り重賞2勝、G1サラマンドル賞とモルニ賞でマキャヴェリアンの2着。母の姉ティーヴィーヴィクセンはアメリカG2ファンタジーステークスなど20勝、G1（当時）デラウェアオークス・デラウェアハンデキャップに2着した。
本馬の活躍後、姉弟や母が相次いで日本に輸入されたが、今のところこれといった活躍馬は出ていない。